# Paul Okon
Paul Michael Okon (n. Sídney, Australia;  5 de abril de 1972) es un exfutbolista y actual entrenador australiano, que jugaba de mediocampista y militó en diversos clubes de Australia, Bélgica, Italia, Inglaterra y Chipre. Además, ganó el premio de Futbolista del año de Oceanía en 1996.

## Selección nacional
Con la Selección de fútbol de Australia, disputó 28 partidos internacionales y no anotó goles. Incluso participó con la selección australiana, en una sola edición de la Copa Cpnfederaciones. La única participación de Okon en una Copa Confederaciones, fue en la edición de Corea del Sur y Japón 2001. donde su selección obtuvo el tercer lugar, de la cita de Corea del Sur y Japón.

### Participaciones en Copas Confederaciones
| Copa Confederaciones           | Sede                  | Resultado    |
| ------------------------------ | --------------------- | ------------ |
| Copa FIFA Confederaciones 2001 | Corea del Sur y Japón | Tercer lugar |

## Clubes
| Club              | País       | Año         |
| ----------------- | ---------- | ----------- |
| Marconi Stallions | Australia  | 1989 - 1991 |
| Club Brujas       | Bélgica    | 1991 - 1996 |
| Lazio             | Italia     | 1996 - 1999 |
| Fiorentina        | Italia     | 1999 - 2000 |
| Middlesbrough     | Inglaterra | 2000 - 2002 |
| Watford           | Inglaterra | 2002        |
| Leeds United      | Inglaterra | 2002 - 2003 |
| Vicenza           | Italia     | 2003 - 2004 |
| Oostende          | Bélgica    | 2007 - 2009 |
| APOEL Nicosia     | Chipre     | 2007 - 2009 |
| Newcastle Jets    | Australia  | 2007 - 2009 |